# Svartabborrtjärnen (Fors socken, Jämtland)
Svartabborrtjärnen är en sjö i Ragunda kommun i Jämtland och ingår i Ångermanälvens huvudavrinningsområde.